# Indicatif régional 618

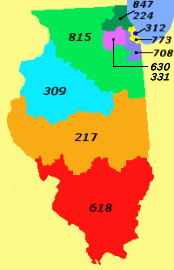
Zone desservie de l'indicatif régional 618 (en rouge) dans l'Illinois.

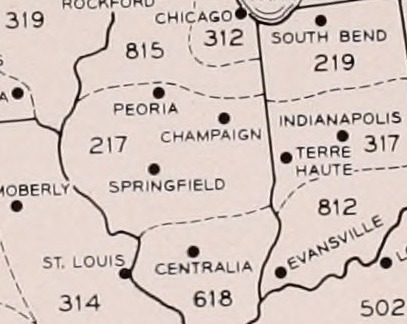
Zone desservie de l'indicatif régional 618 de 1951-1957.

L'indicatif régional 618 est l'un des indicatifs téléphoniques régionaux de l'État de l'Illinois aux États-Unis. Cet indicatif couvre le sud de cet état, en incluant les villes de Carbondale et de Cairo. Le 618 dessert également la majeure partie de la Metro-East (les banlieues-Est de Saint-Louis), y compris les villes de Alton, East Saint Louis, Edwardsville et Belleville, la plus grande ville qu'il dessert. Le 618 se situe en dessous de l'indicatif régional 217 qui dessert la zone nord de la Metro-East.
L'indicatif régional 618 fait partie du Plan de numérotation nord-américain.

## Histoire
Le 618 est l'un des premiers indicatifs régionaux nord-américains créés en 1947 par la société AT&T. En 1954, la plus grande partie de la Metro-East est passée de 217 à 618.
Le 618 est le seul des quatre indicatifs régionaux originaux de l'Illinois à n'avoir jamais été divisé ou superposé. Cependant, il est considéré comme "en danger", ce qui signifie qu'il est possible que l'offre de numéros pourrait s'épuiser avant qu'une superposition ne puisse être créée ou que l'indicatif régional ne soit divisé. Chaque année, le plan de numérotation nord-américain publie un Number Resource Utilization Forecast, des données compilées sur les affectations réelles effectuées l'année précédente et les transmettent aux fournisseurs de services. Différents plans de sauvetage ont été faits pour alléger certains indicatifs régionaux dont le 618. La proposition la plus récente est la superposition du 618 avec le 730, indicatif non activé.

## Liste des villes desservies
Cette partie présente la liste de villes et villages inclus dans l'indicatif régional 618.
- Albion
- Altamont
- Alton
- Anna
- Ashley
- Ava
- Aviston
- Batchtown
- Beckemyer
- Belleville
- Benld
- Benton
- Bethalto
- Breese
- Brighton
- Brookport
- Brussels
- Bunker Hill
- Cairo
- Carbondale
- Carlyle
- Carmi
- Carrier Mills
- Carterville
- Caseyville
- Centralia
- Centreville
- Chester
- Christopher
- Cisne
- Collinsville
- Columbia
- Creal Springs
- Dahlgren
- Dupo
- Du Quoin
- East St. Louis
- Edwardsville
- Eldorado
- Fairfield
- Fairview Heights
- Flora
- Freeburg
- Galatia
- Golconda
- Glen Carbon
- Golden Eagle
- Grafton
- Grand Tower
- Granite City
- Grayville
- Greenville
- Hamburg
- Hamel
- Hardin
- Harrisburg
- Hecker
- Herrin
- Highland
- Hurst
- Jerseyville
- Johnston City
- Johnsonville
- Jonesboro
- Kampsville
- Kinmundy
- Lawrenceville
- Louisville
- Lebanon
- Madison
- Marion
- Mascoutah
- McLeansboro
- Meppen
- Metropolis
- Michael
- Mound City
- Mounds
- Mount Carmel
- Mount Olive
- Mount Vernon
- Murphysboro
- New Athens
- New Baden
- Newton
- Nashville
- Nason
- O'Fallon
- Oakdale
- Okawville
- Olney
- Orient
- Pontoon Beach
- Pinckneyville
- Raleigh
- Red Bud
- Robinson
- Roxana
- Rosiclare
- Salem
- Scott Air Force Base
- Sesser
- Shawneetown
- Sims
- Smithton
- Sparta
- St. Elmo
- St. Francisville
- Staunton
- Sumner
- Swansea
- Tamms
- Trenton
- Troy
- Vandalia
- Venice
- Vergennes
- Vienna
- Wamac
- Washington Park
- Waterloo
- Wayne City
- West Frankfort
- Wood River
- Zeigler